# Чайка (озеро, Куршская коса)
Чайка (до 1947 г. — Мёвенбрух, нем. Möwenbruch) — озеро в Калининградской области России. Расположено юго-западнее бухты Черногорская Куршского залива Балтийского моря, на территории национального парка «Куршская коса» в окрестностях посёлка Рыбачий.

## Описание
Водоём имеет продолговатую форму, вытянутую с запада на восток, к восточному концу сужается. Длина его составляет 1400 м, ширина — 400 м. Площадь озера составляет 22 га, что делает его крупнейшим пресным водоёмом Куршской косы. Максимальная глубина озера не превышает 1,5—1,6 м; средняя глубина — 0,4 м. В середине озера находится отмель, делящая его на западную и восточную части. Дно илистое, его мощность доходит до 1,5 м. В озеро впадают два ручья и три дренажных канала. У восточного конца озера начинается канава, соединяющая его с Куршским заливом.

## История
До образования Куршской косы территория озера Чайка и посёлка Рыбачий находилась на острове моренного происхождения. Озеро расположено на территории первых поселений человека на Куршской косе, в связи с чем оно было подвержено антропогенному воздействию. Так, рядом с озером проходил важный транспортный путь, а количество поселений в прошлом[когда?] было больше, чем в настоящее время. В XVII—XVIII вв. проводилась активная вырубка лесов, что стало причиной движения песчаных дюн и изменения рельефа косы. Окончательный рельеф озера сформировался после проведения лесопосадочных работ и закрепления дюны Крутая.